# 라이코 쿠즈마노비치

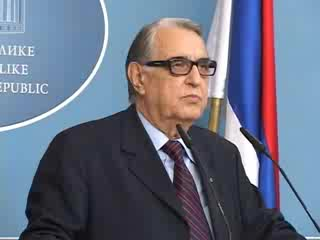

라이코 쿠즈마노비치(세르비아어: Рајко Кузмановић, 1931년 12월 1일 ~ )는 스르프스카 공화국의 정치인이다. 이고르 라도자지치로부터 대통령직을 물려받아 41.33%의 득표율로 2007년에 선거로 대통령으로 당선되었으며, 2010년 대통령 직에서 물러났다.
| 전임 이고르 라도이치치 (권한 대행) | 제8대 스르프스카 공화국의 대통령 2007년 ~ 2010년 | 후임 밀로라드 도디크 |